# کنراد گسنر

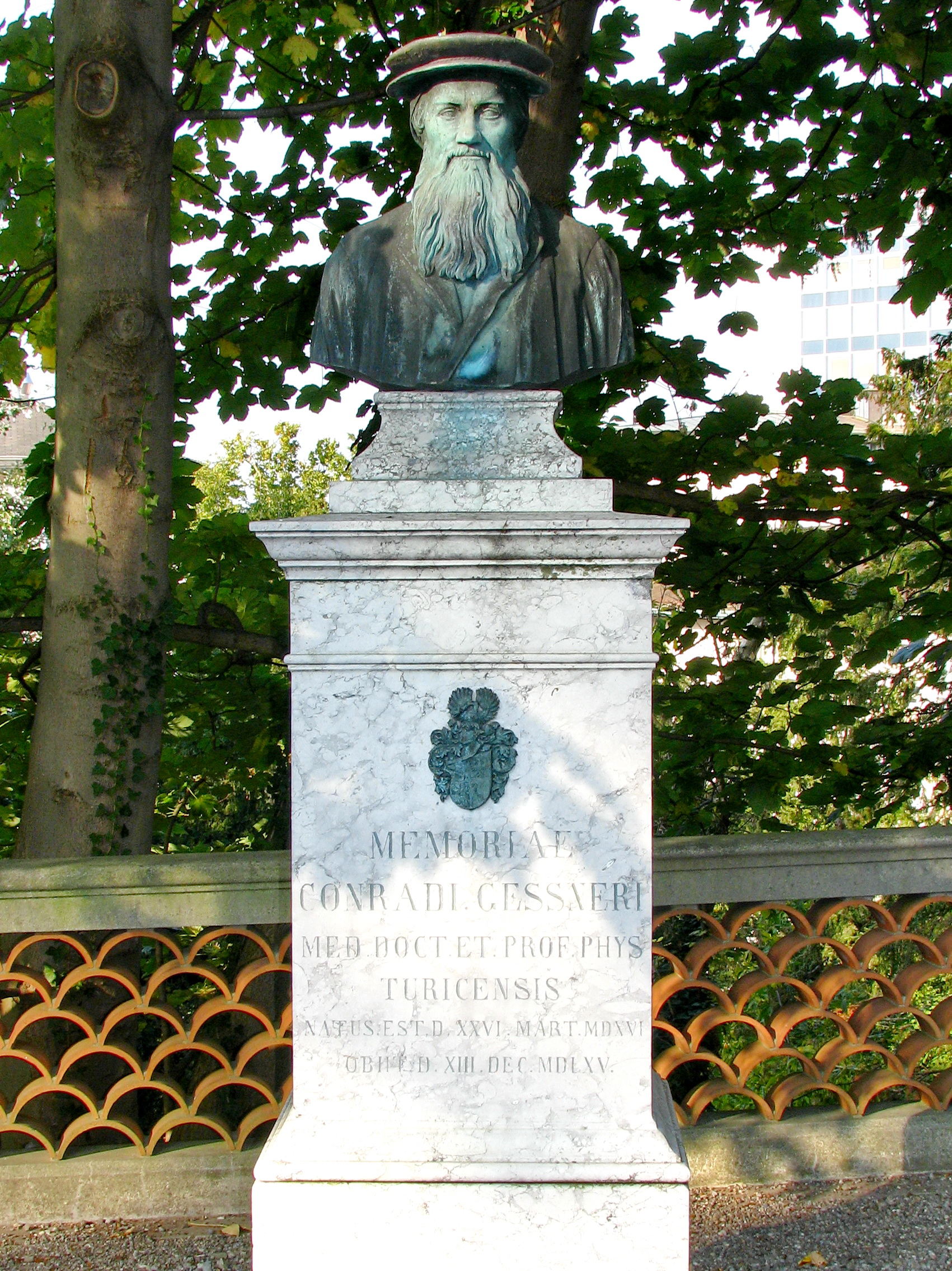
یادبود کنراد گسنر در شهر زوریخ

کنراد گسنر (به آلمانی: Conrad Gessner) یک فیلسوف در حوزه طبیعی و منتقد کتاب سوئیسی بود. کتاب ۵ جلدی داستان حیوانات وی آغازی بر جانورشناسی مدرن بود. وی در حوزه گیاه‌شناسی و جانورشناسی فعالیت داشت.
وی در ۲۶ مارس ۱۵۱۶ در زوریخ به دنیا آمد و در ۱۳ دسامبر ۱۵۶۵ در همان شهر درگذشت.